# Kreis Lauenburg i. Pom.

Lage in Pommern

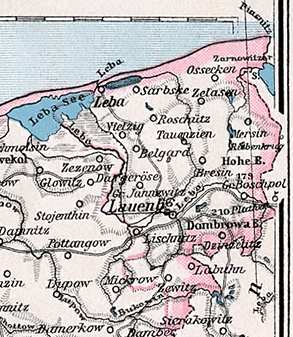
Das Kreisgebiet 1905

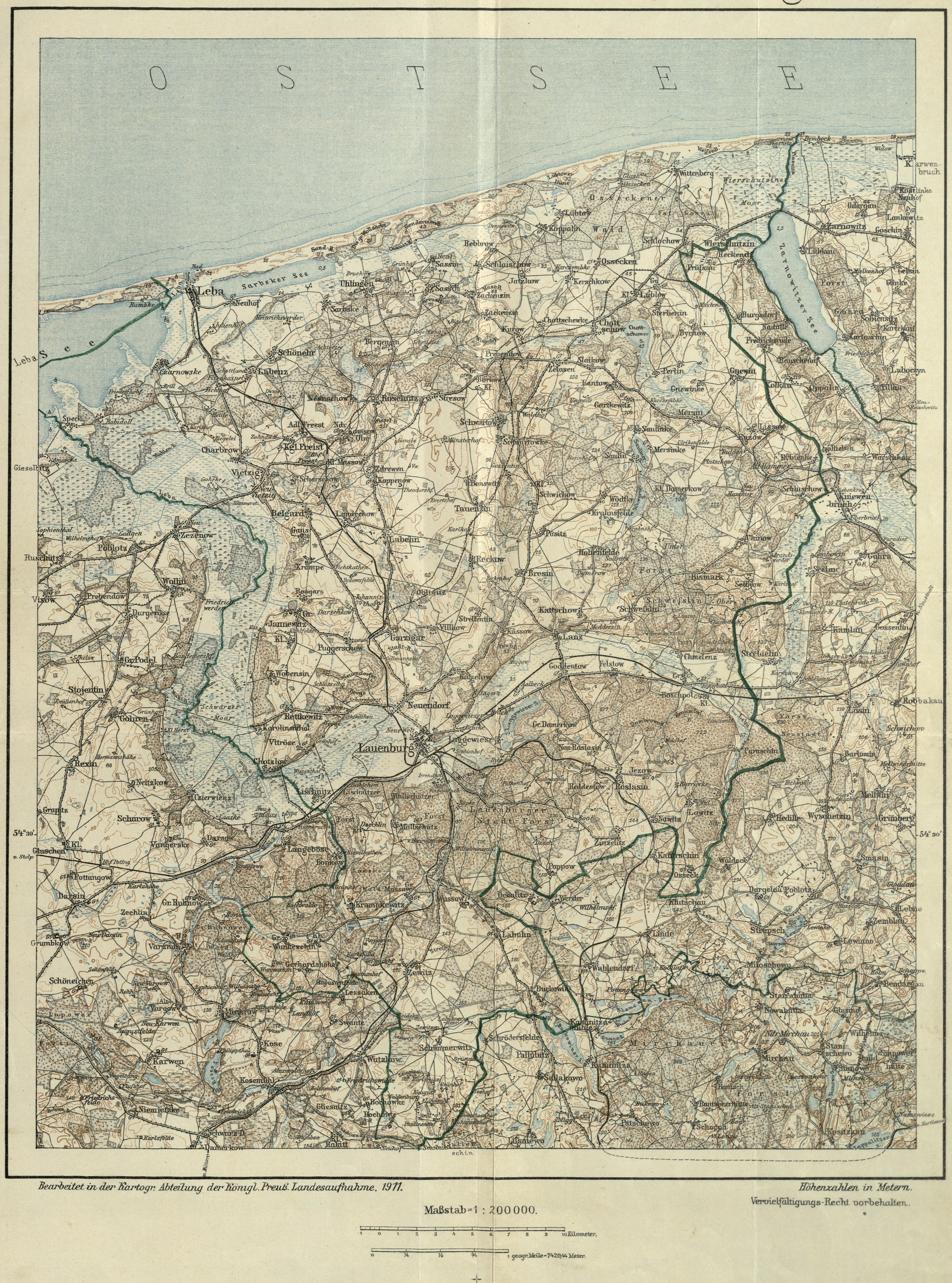
Karte des Kreises von 1911

Der in Hinterpommern gelegene Kreis Lauenburg, zuletzt auch Kreis Lauenburg i. Pom. genannt, war von 1846 bis 1945 der östlichste Landkreis der preußischen Provinz Pommern. Seine Kreisstadt war die Stadt Lauenburg i. Pom. Das ehemalige Kreisgebiet liegt heute in der polnischen Woiwodschaft Pommern.

## Geographie
Der Kreis lag an der Ostseeküste, sein südlichster Zipfel ragte etwa 40 Kilometer in das Landinnere. Im Westen bildete zum Teil der Fluss Leba die Grenze, ehe er den Kreis in eine Nord- und eine Südhälfte teilte. Im Osten grenzte der Kreis an die Provinz Westpreußen bzw. ab 1920 infolge der Errichtung des Polnischen Korridors an Polen. Im Süden beherrschte die pommersche Endmoräne mit ausgedehnten Waldflächen die Landschaft, nördlich der Leba erstreckte sich eine von Ackerböden bestimmten Grundmoränenlandschaft. Sowohl südlich wie nördlich der Leba kamen Bodenerhebungen wie der Dombromaberg mit 210 Metern und der Schlüsselberg mit 115 Metern im Norden vor. Zwei markante Seen markierten im Norden die West- bzw. die Ostgrenze, der Lebasee und der Zarnowitzer See. Der Kreis hatte 1910 eine Fläche von 1229 km².

## Verwaltungsgeschichte
Der Kreis Lauenburg entstand am 1. Januar 1846 aus dem nördlichen Teil des Lauenburg-Bütowschen Kreises, dem Distrikt Lauenburg. Der Lauenburg-Bütowsche Kreis war 1773 aus den Landen Lauenburg und Bütow hervorgegangen. Der Kreis gehörte zum Regierungsbezirk Köslin in der preußischen Provinz Pommern. Seine Bezeichnung änderte sich später in Lauenburg i. Pomm. und lautete zuletzt Lauenburg i. Pom. Zum Kreis gehörten 1871 die Städte Lauenburg und Leba, 70 Landgemeinden und 110 Gutsbezirke.
Als nach dem Ende des Ersten Weltkriegs durch den Versailler Vertrag der größte Teil der Provinz Westpreußen an Polen fiel, kamen 1919 aus dem aufgelösten westpreußischen Kreis Neustadt in Westpreußen die westlich des Zarnowitzer Sees gelegenen Ortschaften Burgsdorf, Fredrichsrode, Kniewenbruch, Kolkau, Ockalitz, Oppalin, Prüssau, Rauschendorf, Reckendorf und Rieben zum Kreis Lauenburg. Durch den Gebietszuwachs vergrößerte sich die Fläche des Kreises auf 1289 km².
Zum 30. September 1928 fand im Kreis Lauenburg i. Pom. entsprechend der Entwicklung im übrigen Preußen eine Gebietsreform statt, bei der alle Gutsbezirke aufgelöst und benachbarten Landgemeinden zugeteilt wurden. Mit Einführung des Preußischen Gemeindeverfassungsgesetzes vom 15. Dezember 1933 gab es ab dem 1. Januar 1934 eine einheitliche Kommunalverfassung für alle preußischen Gemeinden. Mit Einführung der Deutschen Gemeindeordnung vom 30. Januar 1935 wurde zum 1. April 1935 das Führerprinzip auf Gemeindeebene durchgesetzt. Eine neue Kreisverfassung wurde nicht mehr geschaffen; es galt weiterhin die Kreisordnung für die Provinzen Ost- und Westpreußen, Brandenburg, Pommern, Schlesien und Sachsen vom 19. März 1881.
Im März 1945 eroberte die Rote Armee das Kreisgebiet und unterstellte es bis Ende Mai 1945 der im März gebildeten Verwaltung der Volksrepublik Polen für „Westpommern“. In der Folgezeit vertrieb die polnische Administration die Bevölkerung des Kreisgebiets und besiedelte es durch Polen.

## Demographie
| Jahr | Einwohner | Anmerkungen |
| ---- | --------- | --- |
| 1846 | 33.989    | [ 6 ] |
| 1867 | 42.979    | am 3. Dezember, davon 39.867 Evangelische, 2209 Katholiken und 431 Juden, 630 Polen (im südöstlichen und nordöstlichen Kreisgebiet) |
| 1871 | 42.811    | am 1. Dezember, davon 39.706 Evangelische, 2394 Katholiken, 252 sonstige Christen, 455 Juden und vier Sonstige                      |
| 1890 | 43.517    | [ 9 ] |
| 1900 | 45.986    | [ 9 ] |
| 1910 | 52.851    | [ 9 ] |
| 1925 | 62.115    | [ 9 ] |
| 1933 | 62.434    | [ 9 ] |
| 1939 | 62.287    | [ 9 ] |

## Landräte
- 1846–1852: Werner von Selchow (1806–1884)
- 1852–1883: Swantus von Bonin
- 1883–1885: Friedländer
- 1885–1894: von Köller
- 1894–1909: Hermann von Somnitz († 1925)
- 1909–1917: Wilhelm Kutscher (1876–1962)
- 1917–1934: Arnold Kressmann
- 1934–1937: Gustav Berlin (1878–1955)
- 1937–1939: Artur Heemann
- 1939–1944: Artur
- 1944–1945: Malmendier

## Amtsbezirke, Städte und Gemeinden

### Amtsbezirke
Die Landgemeinden des Kreises waren in den 1930er Jahren in 29 Amtsbezirke gegliedert. Die Städte des Kreises waren amtsfrei.
- Amtsbezirk Bismark
- Amtsbezirk Charbrow
- Amtsbezirk Felstow
- Amtsbezirk Freist
- Amtsbezirk Gnewin
- Amtsbezirk Groß Boschpol
- Amtsbezirk Groß Jannewitz
- Amtsbezirk Kolkau
- Amtsbezirk Krampkewitz
- Amtsbezirk Labehn
- Amtsbezirk Lischnitz
- Amtsbezirk Neuendorf
- Amtsbezirk Neuhof
- Amtsbezirk Ossecken
- Amtsbezirk Rettkewitz
- Amtsbezirk Rieben
- Amtsbezirk Roschütz
- Amtsbezirk Roslasin
- Amtsbezirk Sassin
- Amtsbezirk Saulin
- Amtsbezirk Schimmerwitz
- Amtsbezirk Schwartow
- Amtsbezirk Schweslin
- Amtsbezirk Tauenzin
- Amtsbezirk Vietzig
- Amtsbezirk Wierschutzin
- Amtsbezirk Wussow
- Amtsbezirk Zelasen
- Amtsbezirk Zewitz

### Städte und Gemeinden
In den letzten Jahren seines Bestehens umfasste der Kreis Lauenburg zwei Städte und 99 weitere Gemeinden. Die Umbenennungen von 1937 sind in der folgenden Liste nicht berücksichtigt:
- Althammer
- Belgard
- Bergensin
- Bismark
- Bochow
- Borkow
- Bresin
- Buckowin
- Bychow
- Charbrow
- Chinow
- Chmelenz
- Chottschow
- Freist
- Gans
- Garzigar
- Gerhardshöhe
- Gnewin
- Goddentow
- Groß Boschpol
- Groß Damerkow
- Groß Jannewitz
- Groß Massow
- Groß Schwichow
- Hohenfelde
- Jatzkow
- Kamelow
- Kattschow
- Kerschkow
- Klein Boschpol
- Klein Damerkow
- Klein Jannewitz
- Klein Massow
- Klein Schwichow
- Kniewenbruch
- Kolkau
- Koppalin
- Koppenow
- Krahnsfelde
- Krampe
- Krampkewitz
- Kurow
- Labehn
- Labenz
- Labuhn
- Landechow
- Lantow
- Lanz
- Lauenburg i. Pom., Stadt
- Leba, Stadt
- Lischnitz
- Lowitz
- Lüblow
- Lübtow
- Luggewiese
- Mackensen
- Mallschütz
- Mersin
- Nawitz
- Neuendorf
- Neuhof
- Osseck
- Paraschin
- Perlin
- Poppow
- Prüssau
- Pusitz
- Rauschendorf
- Reckow
- Rettkewitz
- Rieben
- Roschütz
- Roslasin
- Sarbske
- Sassin
- Saulin
- Saulinke
- Schimmerwitz
- Schlaischow
- Schlochow
- Schluschow
- Schönehr
- Schwartow
- Schweslin
- Sellnow
- Speck
- Strellentin
- Tadden
- Tauenzin
- Uhlingen
- Vietzig
- Villkow
- Wierschutzin
- Wittenberg
- Wobesin
- Wunneschin
- Wussow
- Zackenzin
- Zelasen
- Zewitz
- Zinzelitz

### Aufgelöste Gemeinden
- Burgsdorf, am 1. Januar 1936 zu Bychow
- Rosgars, 1928 zu Groß Jannewitz
- Rybienke, 1930 zu Althammer
- Scharschow, um 1900 in einen Gutsbezirk umgewandelt, 1928 zu Vietzig
- Schwartowke, 1928 zu Schwartow

### Namensänderungen
Im Jahre 1937 wurden einige nicht typisch deutsch klingende Ortsnamen umbenannt. Das waren meist lautliche Angleichungen, Übersetzungen oder neue Wortschöpfungen:
- Charbrow → Degendorf
- Chmelenz → Hammerfelde
- Chottschewke → Goten
- Chottschow → Gotendorf
- Paraschin → Paretz
- Sarbske → Sarsen
- Zelasen → Hohenwaldheim
- Zinzelitz → Spechtshagen

## Infrastruktur
1939 lebten 63.985 Menschen im Kreis Lauenburg, das entsprach einer Bevölkerungsdichte von rund 49 Einwohnern auf einem Quadratkilometer. Neben der Kreisstadt Lauenburg mit 19.800 Einwohnern war Leba mit 2.800 Einwohnern (jeweils 1939) die zweite Stadt im Kreis. 75 % der Bevölkerung war berufstätig, davon die Mehrzahl in der Land- und Forstwirtschaft (60 %). Auch die Industrie orientierte sich hauptsächlich an den landwirtschaftlichen Bedürfnissen. An der Küste wurde Fischfang betrieben.
Zwei überregional bedeutende Landstraßen liefen durch den Kreis, die Reichsstraße von Stolp nach Danzig und die von Nord nach Süd verlaufende Landstraße von Leba nach Graudenz. Den Anschluss an das Deutschland weite Bahnnetz besorgte seit 1870 die Berlin-Stettiner Eisenbahn-Gesellschaft mit der Strecke Stargard–Danzig RB.111.0 *. An ihr lag auch die Kreisstadt Lauenburg, die durch die Preußische Staatsbahn zu einem lokalen Eisenbahnknoten ausgebaut wurde. Es wurden Nebenbahnen eröffnet:
- 1899 nach Leba an der Ostseeküste RB.111.s *
- 1902 nach Bütow RB.111.w * und
- 1905 nach Karthaus in Westpreußen RB.111.t *.

Den Norden des Kreises erschloss eine Bahnlinie, die von zwei Gesellschaften erbaut wurde, an denen der Kreis beteiligt war. Im damals westpreußischen Nachbarkreis nahm 1902 die Kleinbahn AG Neustadt–Prüssau den Betrieb auf und verlängerte die Strecke 1905 bis Chottschow [1939: Gotendorf] im Kreis Lauenburg. Die Kleinbahn Gotendorf–Garzigar schloss sich 1910 nach Westen zur Staatsbahnlinie Lauenburg–Leba an RB.113.y *. Von 1910 bis 1926 betrieb die Kleinbahn AG Freest–Bergensin noch eine Güterbahn südlich von Leba.
Auch zwei überregional bedeutende Landstraßen liefen durch den Kreis, die Reichsstraße von Stolp nach Danzig und die von Nord nach Süd verlaufende Landstraße von Leba nach Graudenz.